# Зміївська міська територіальна громада
Зміївська міська територіальна громада — територіальна громада в Україні, в Чугуївському районі Харківської області. Адміністративний центр — місто Зміїв.
Площа громади — 792,5 км2, населення громади — 41 963 осіб (2020)
Утворена 12 червня 2020 року шляхом об'єднання Зміївської міської ради, Зідьківської селищної ради та Бірківської, Борівської, Великогомільшанської, Задонецької, Соколівської, Таранівської, Тимченківської і Чемужівської сільських рад Зміївського району Харківської області. Перші вибори міської ради та міського голови Зміївської міської громади відбулися 25 жовтня 2020 року.
19 липня 2020 року, в результаті адміністративно-територіальної реформи та ліквідації Зміївського району, громада увійшла до складу Чугуївського району Харківської області.

## Населені пункти
До складу громади входять 1 місто (Зміїв), 6 селищ (Безпалівка, Бутівка, Вирішальний, Зідьки, Лазуківка, Черемушне) та 53 села (Аксютівка, Артюхівка, Безпалівка, Бірки, Бірочок Другий, Борова, Велетень, Велика Гомільша, Веселе, Вилівка, Височинівка, Водяне, Водяхівка, Гайдари, Глибока Долина, Гостроверхівка, Гришківка, Гужвинське, Гусина Поляна, Джгун, Дудківка, Жаданівка, Задонецьке, Залізничні Бірки, Западня, Звідки, Іськів Яр, Камплиця, Кирюхи, Кисле, Клименівка, Козачка, Колісники, Коробів Хутір, Костянтівка, Кравцове, Красна Поляна, Кукулівка, Левківка, Миргороди, Омельченки, Пасіки, Петрищеве, Погоріле, Реп'яхівка, Роздольне, Сидори, Соколове, Таранівка, Тимченки, Тросне, Федорівка, Чемужівка).